# 指標理論
数学、特に群論において、群の表現の指標（しひょう、英: character）は、群の各元に対応する行列のトレースを対応させる写像である。指標は表現の本質的な情報をより凝縮された形で持っている。ゲオルク・フロベニウスは最初に、指標のみに基づいて、表現の明示的な行列表示は用いずに、有限群の表現論を発展させた。これは有限群の複素表現はその指標によって（同型を除いて）決定されるから可能である。正標数の体上の表現、いわゆる「モジュラー表現」の場合には、状況はより繊細であるが、リチャード・ブラウアーはこの場合にも指標の強力な理論を発展させた。有限群の構造に関する多くの深い定理はモジュラー表現の指標を用いる。

## 応用
既約表現の指標には群の多くの重要な性質が反映されており、したがってその構造の研究に用いることができる。指標理論は有限単純群の分類において本質的な道具である。Feit–Thompson の定理の半分近くは指標の値の入り組んだ計算を伴う。指標理論を使う、より容易だがなお本質的な結果は、バーンサイドの定理（純粋に群論的な証明は見つかっているが、バーンサイドのもともとの証明のあと半世紀以上経ってからである）や、有限単純群はシロー 2-部分群として一般四元数群を持つことはできないというブラウアー・鈴木の定理である。

## 定義
V を体 F 上の有限次元ベクトル空間とし、ρ: G → GL(V) を群 G の V 上の表現とする。ρ の指標 (character) とは関数
{\displaystyle \chi _{\rho }\colon G\to F;\;\chi _{\rho }(g)=\mathrm {Tr} (\rho (g))}
である、ただし Tr はトレースである。
指標 χρ が既約 (irreducible) あるいは単純 (simple) とは、ρ が既約表現であることをいう。指標 χ の次数 (degree) は ρ の次元である；標数 0 ではこれは値 χ(1) に等しい。次数 1 の指標は線型 (linear) と呼ばれる。G が有限で F が標数 0 のとき、指標 χρ の核 (kernel) は正規部分群
{\displaystyle \ker \chi _{\rho }:=\left\lbrace g\in G\mid \chi _{\rho }(g)=\chi _{\rho }(1)\right\rbrace }
であり、これはちょうど表現 ρ の核である。

## 性質
- 指標は類関数である、つまり、各共役類上で一定の値を取る。より精密には、与えられた群 G の体 K への既約指標の集合はすべての類関数 G → K のなす K ベクトル空間の基底をなす。
- 同型な表現は同じ指標を持つ。標数 0 の代数閉体上では、半単純表現が同型であることと同じ指標を持つことは同値である。
- 表現が部分表現の直和ならば、対応する指標はそれら部分表現の指標の和である。
- 有限群 G の指標を部分群 H に制限したものは、H の指標である。
- 任意の指標の値 χ(g) は n 個の 1 の m 乗根の和である、ただし n は指標 χ を持つ表現の次数（つまり付随するベクトル空間の次元）であり、m は g の位数である。特に、F = C のとき、指標の値は代数的整数である。
- F = C で χ が既約のとき、

{\displaystyle [G:C_{G}(x)]{\frac {\chi (x)}{\chi (1)}}}
はすべての x ∈ G に対して代数的整数である。
- F が代数閉体で標数 char(F) が G の位数を割り切らないとき、G の既約指標の個数は G の共役類の個数に等しい。さらに、この場合、既約指標の次数は G の位数の約数である（F = C ならさらに [G : Z(G)] をも割る）。

### 算術的性質
ρ と σ を G の表現とする。このとき以下の等式が成り立つ：
{\displaystyle \chi _{\rho \oplus \sigma }=\chi _{\rho }+\chi _{\sigma }}
{\displaystyle \chi _{\rho \otimes \sigma }=\chi _{\rho }\cdot \chi _{\sigma }}
{\displaystyle \chi _{\rho ^{*}}={\overline {\chi _{\rho }}}}
{\displaystyle \chi _{{\scriptscriptstyle {\rm {{Alt}^{2}}}}\rho }(g)={\tfrac {1}{2}}\left[\left(\chi _{\rho }(g)\right)^{2}-\chi _{\rho }(g^{2})\right]}
{\displaystyle \chi _{{\scriptscriptstyle {\rm {{Sym}^{2}}}}\rho }(g)={\tfrac {1}{2}}\left[\left(\chi _{\rho }(g)\right)^{2}+\chi _{\rho }(g^{2})\right]}
ここで、ρ ⊕ σ は直和で、ρ ⊗ σ はテンソル積で、ρ∗ は ρ の共役転置を表し、Alt2 は交代積 Alt2 ρ = ρ ∧ ρ であり、Sym2 は対称平方で次で決定される：
{\displaystyle \rho \otimes \rho =\left(\rho \wedge \rho \right)\oplus \operatorname {Sym} ^{2}\rho .}

## 指標表
有限群の既約複素指標は群 G についての多くの有用な情報を凝縮された形で表現する指標表をなす。各行は既約表現によってラベルづけられ、行の成分は G のそれぞれの共役類上の表現の指標である。列は G の共役類（の代表元）によってラベル付けられる。第一行を自明指標でラベル付け、第一列を単位元（の共役類）でラベル付けるのが通例である。第一列の成分は単位元における既約指標の値、既約指標の次数である。
ここに u を生成元とする位数3の巡回群
{\displaystyle C_{3}=\langle u\mid u^{3}=1\rangle ,}
の指標表を書く。
|    | (1) | (u) | (u2) |
| 1  | 1   | 1   | 1    |
| χ1 | 1   | ω   | ω2   |
| χ2 | 1   | ω2  | ω    |

ただし ω は 1 の原始3乗根である。
指標表は正方形である、なぜならば既約表現の同型類の個数は共役類の個数に等しいからである。指標表の第一行は（上述の通例により） 1 たちからなり、自明表現（成分が 1 の 1 × 1 行列からなる 1 次元表現）に対応する。

### 直交関係式
有限群 G の複素数値類関数の空間は自然な内積を持つ：
{\displaystyle \left\langle \alpha ,\beta \right\rangle :={\frac {1}{|G|}}\sum _{g\in G}\alpha (g){\overline {\beta (g)}}}
ただし β(g) は β(g) の複素共役である。この内積に関して、既約指標は類関数の空間の正規直交基底をなし、これは指標表の行の直交関係を生む：
{\displaystyle \left\langle \chi _{i},\chi _{j}\right\rangle ={\begin{cases}0&{\text{ if }}i\neq j,\\1&{\text{ if }}i=j.\end{cases}}}
G の元 g, h に対して、列の直交関係は次のようである：
{\displaystyle \sum _{\chi _{i}}\chi _{i}(g){\overline {\chi _{i}(h)}}={\begin{cases}\left|C_{G}(g)\right|,&{\text{ if }}g,h{\text{ are conjugate }}\\0&{\text{ otherwise.}}\end{cases}}}
ただし和は G の既約指標 χi 全体を渡り、記号 |CG(g)| は g の中心化群の位数を表す。
直交関係式は以下を含む多くの計算の助けとなる：
- 未知の指標を既約指標の線型結合として分解する。
- 既約指標のいくつかしか分かっていないときに完全な指標表をつくる。
- 群の共役類の代表元の中心化群の位数を求める。
- 群の位数を求める。

### 指標表の性質
群 G のある性質はその指標表から結論できる：
- G の位数は第一列の成分（既約指標の次数）の平方和によって与えられる。（有限群の表現論#シューアの補題の適用（英語版）を参照。）より一般に、任意の列の成分の絶対値の平方和は対応する共役類の元の中心化群の位数を与える。
- G のすべての正規部分群（したがって G が単純か否か）はその指標表から分かる。指標 χ の核は χ(g) = χ(1) なる G の元 g の集合である；これは G の正規部分群である。G の各正規部分群は G のいくつかの既約指標の核の共通部分である。
- G の導来部分群は G の線型指標の核全体の共通部分である。特に、G が可換であることとすべての既約指標が線型であることは同値である。
- リチャード・ブラウアー（英語版）のモジュラー表現論からのいくつかの結果を用いて、有限群の各共役類の元の位数の素因子はその指標表から分かることが分かる（グラハム・ヒグマン（英語版）による[2]）。

指標表は一般には群を同型の違いを除いて決定しない：例えば、四元数群 Q と位数 8 の二面体群 D4 は同じ指標表を持つ。ブラウアーは指標表を共役類の元の冪がどのように分布しているかの知識と合わせて有限群を同型を除いて決定できるかどうかを問うた。1964年、これは E. C. Dade によって否定的に解かれた。
線型指標たちは指標群をなし、これは数論と重要な関係がある。

## 誘導指標とフロベニウス相互律
この節で議論される指標は複素数値であると仮定する。H を有限群 G の部分群とする。G の指標 χ が与えられたとき、χH でその H への制限を表す。θ を H の指標とする。ファルディナンド・ゲオルグ・フロベニウスは今ではフロベニウスの相互律と呼ばれるものを用いて θ から G の指標を構成する方法を示した。G の既約指標たちは G の複素数値類関数の空間の正規直交基底をなすから、次の性質を持つ G の類関数 θG が一意的に存在する：G の各既約指標 χ に対して
{\displaystyle \langle \theta ^{G},\chi \rangle _{G}=\langle \theta ,\chi _{H}\rangle _{H}}
（左辺の内積は G の類関数に対するもので、右辺の内積は H の類関数に対するものである）。G の指標の部分群 H への制限は再び H の指標であるから、この定義は θG が G の既約指標の非負線型結合でありしたがって実際 G の指標であることを明らかにする。それは  θ から誘導される G の指標と呼ばれる。フロベニウス相互律の定義式は一般の複素数値類関数に拡張できる。
H の行列表示 ρ が与えられたとき、フロベニウスは後に G の行列表現を構成する明示的な方法を与え、ρ から誘導される表現と呼ばれ、同様に ρG と書かれる。これは誘導指標 θG の別の記述を導いた。この誘導指標は H のどんな元とも共軛でない G のすべての元上消える。誘導指標は G の類関数であるから、H の元での値の記述だけが必要である。G を H の右剰余類の直和として
{\displaystyle G=Ht_{1}\cup \dotsb \cup Ht_{n}}
と書けば、元 h ∈ H が与えられると、
{\displaystyle \theta ^{G}(h)=\sum _{1\leq i\leq n,\ t_{i}ht_{i}^{-1}\in H}\theta \left(t_{i}ht_{i}^{-1}\right)}
となる。θ は H の類関数だから、この値は剰余類の代表元の選び方に依存しない。
誘導指標のこの別の記述により H の G への埋め込みについての比較的小さい情報から明示的な計算ができることがあり、特定の指標表の計算にしばしば有用である。θ が H の自明指標であるとき、得られる誘導指標は（H の剰余類上の）G の置換指標 (permutation character) と呼ばれる。
指標の誘導の一般的な技術と後の精密化は有限群論と数学のいたるところに多数の応用があり、フロベニウスの後にもエミール・アルティン、リチャード・ブラウアー、Walter Feit, 鈴木通夫のような数学者によってなされた。

## マッキー分解
マッキー分解はリー群の文脈でジョージ・マッキー (George Mackey) によって定義され研究されたが、有限群の指標理論や表現論において強力な道具である。その基本的な形は、有限群 G の部分群 H から誘導された指標（あるいは加群）が G の（異なってもよい）部分群 K に再び制限したときにどのように振る舞うかを考え、G の (H, K)-両側剰余類 への分解を用いる。
{\displaystyle G=\bigcup _{t\in T}HtK}
が非交叉和で、θ が H の複素類関数ならば、マッキーの公式は
{\displaystyle \left(\theta ^{G}\right)_{K}=\sum _{t\in T}\left(\left[\theta ^{t}\right]_{t^{-1}Ht\cap K}\right)^{K}}
である、ただし θt はすべての h ∈ H に対して θ t(t−1ht) = θ(h) によって定義される t−1Ht の類関数である。誘導加群の部分群への制限に対する類似の公式もあり、任意の環上の表現に対して成り立ち、代数とトポロジーの広範な文脈で応用がある。
マッキー分解は、フロベニウスの相互律とあわせて、部分群 H と K から誘導された2つの類関数 θ と ψ の内積に対する有名で有用な公式を生む。その有用性は H と K の共役がお互いにどのように交わるかのみに依るという事実にある。（導出とともに）公式は：
{\displaystyle {\begin{aligned}\left\langle \theta ^{G},\psi ^{G}\right\rangle &=\left\langle \left(\theta ^{G}\right)_{K},\psi \right\rangle \\&=\sum _{t\in T}\left\langle \left(\left[\theta ^{t}\right]_{t^{-1}Ht\cap K}\right)^{K},\psi \right\rangle \\&=\sum _{t\in T}\left\langle \left(\theta ^{t}\right)_{t^{-1}Ht\cap K},\psi _{t^{-1}Ht\cap K}\right\rangle ,\end{aligned}}}
（ただし T は前のように (H, K)-両側剰余類の完全代表系）。この公式は θ と ψ が線型指標であるときにしばしば用いられ、このとき右辺の和に現れるすべての内積は 1 か 0 で、線型指標 θ t と ψ が t−1Ht ∩ K への制限で同じになるか否かに対応する。θ と ψ がともに自明指標ならば、内積は単に |T | となる。

## “捩れ”次元
表現の指標をベクトル空間の「捩れ」次元と解釈できる。指標を群の元の関数 χ(g) と扱うことで、その単位元での値は空間の次元である、なぜならば χ(1) = Tr(ρ(1)) = Tr(IV) = dim(V) だからである。したがって、指標の他の値を「捩れ」次元と見ることができる。
次元についての主張の指標や表現についての主張への類似や一般化を見つけることができる。これの洗練された例はモンストラス・ムーンシャインの理論において現れる：j 不変量はモンスター群の無限次元次数付き表現の次数付き次元であり、次元を指標で置き換えることでモンスター群の各元に対してマッキー・トンプソン列を得る。

## リー群とリー環の指標
G をリー群、{\displaystyle {\mathfrak {g}}} をそのリー環とし、H と {\displaystyle {\mathfrak {h}}} をそれぞれカルタン部分群、カルタン部分環とする。
V を G の表現とする。V のウェイト空間を Vλと書いて、リー群とリー環の形式指標を
{\displaystyle \chi _{V}=\sum \dim V_{\lambda }e^{\lambda }}
と定義できる、ここで和はウェイト格子のすべてのウェイトを走る。上の式で eλ は e λ ⋅ e μ = e λ+μ を満たす形式的な対象である。この形式指標は他の群の通常の指標と関係する。eX ∈ H, ただし H は G のカルタン部分群（つまり X は {\displaystyle {\mathfrak {h}}} に属する）、ならば、
{\displaystyle \operatorname {Tr} (e^{X})=\sum \dim V_{\lambda }e^{\lambda (X)}}
である。テンソル積や他の表現の分解の上の議論は形式指標に対しても成り立つ。コンパクトリー群の場合には、ワイルの指標公式を形式指標を計算するのに使うことができる。